# Andrzej Ballo
Andrzej Ballo (ur. 9 listopada 1964 w Lidzbarku Warmińskim) – poeta, prozaik, dramaturg, scenarzysta i autor tekstów piosenek.

## Życiorys
Mieszka od urodzenia w Lidzbarku Warmińskim, gdzie uczęszczał do Liceum Ogólnokształcącego im. Kazimierza Jagiellończyka. Studiował matematykę na Uniwersytecie Mikołaja Kopernika w Toruniu.
Pierwszy tomik wierszy jego autorstwa zatytułowany Anonse i przepowiednie ukazał się w 2011 roku.
Drukował wiersze, opowiadania i felietony w prasie literackiej min. w Migotaniach-Przejaśnieniach, Pograniczach, LaRiviście, Last and Found i eleWatorze. Jego opowiadania można także znaleźć w antologiach współczesnych polskich opowiadań wydawnictwa Forma z 2017 i 2020 r.
Autor sztuk teatralnych. W lutym 2015 roku na deski teatru weszła sztuka Andrzeja Ballo Wszystko przez Judasza w reżyserii Stefana Friedmana i Piotra Szwedesa. W sztuce występują m.in. Anna Korcz, Magda Wójcik, Kasia Cichopek, Jacek Fedorowicz, Piotr Szwedes, Artur Dziurman, Krystyna Tkacz, Katarzyna Jamróz i Tadeusz Chudecki.
W 2016 roku zadebiutował jako powieściopisarz książką Dowód ontologiczny. W 2020 roku ukazała się jego książka poświęcona ojcu Rolandowi Ballo Made in Roland.
Członek Związku Literatów Polskich.
Jako gitarzysta akompaniuje Annie Jurksztowicz, dla której napisał słowa piosenek wydanych na płycie Poza czasem. Muzyka duszy.
W marcu 2017 r. ukazała się płyta Moniki Lidke pt. Gdyby każdy z nas ze śpiewanymi przez nią wierszami Andrzeja Ballo. Na płycie śpiewają także: Anna Jurksztowicz, Dorota Miśkiewicz i Marek Napiórkowski. Płytę wydała amerykańska wytwórnia Dot Time Records.

## Twórczość
- Anonse i przepowiednie (2011), zbiór wierszy ISBN 978-83-7745-170-0.
- Wiersze algebraiczne (2011), zbiór wierszy ISBN 978-83-7805-024-7.
- Wiersze napisane (2011), zbiór wierszy ISBN 978-83-7606-294-5.
- Niebawem (2012), zbiór wierszy ISBN 978-83-7606-372-0.
- Wierszem (2012), zbiór wierszy ISBN 978-83-7606-429-1.
- Lubię to! (2013), zbiór wierszy ISBN 978-83-933112-8-6.
- Zapewne (2014), zbiór wierszy ISBN 978-83-7606-726-1.
- Zaiste (2014), zbiór wierszy ISBN 978-83-7606-767-4.
- Wiersze kolejne (2015), zbiór wierszy ISBN 978-83-7606-639-4.
- Ballo Amoroso. Wiersze z miłości (2015), zbiór wierszy ISBN 978-83-64299-18-6.
- Komukolwiek (2015), zbiór wierszy ISBN 978-83-8052-040-0.
- Wszystko przez Judasza (2015), komediodramat
- Owszem (2016), zbiór wierszy ISBN 978-83-8052-101-8.
- Poniekąd (2016), zbiór wierszy ISBN 978-83-8052-212-1.
- Dowód ontologiczny (2017), powieść ISBN 978-83-8083-368-5.
- Onegdaj (2018), zbiór wierszy ISBN 978-83-8052-239-8.
- Made in Roland (2019), proza ISBN 978-83-66180-62-8.
- Tempus fugit (2020), zbiór wierszy ISBN 978-83-66607-07-1.
- Albowiem (2021), zbiór wierszy ISBN 978-83-66759-44-2.
- Bodajże (2022), zbiór wierszy ISBN 978-83-66759-78-7.
- Niczyje (2023), zbiór wierszy ISBN 978-83-67460-76-7.